# Ілір Пернаска
Ілір Пернаска (алб. Ilir Përnaska, нар. 7 травня 1951, Тирана) — албанський футболіст, що грав на позиції нападника за клуб «Динамо» (Тирана), а також національну збірну Албанії.
Чотиразовий чемпіон Албанії. Триразовий володар Кубка Албанії. 

## Клубна кар'єра
У дорослому футболі дебютував 1968 року виступами за команду «Динамо» (Тирана), кольори якої і захищав протягом усієї своєї кар'єри гравця, що тривала чотирнадцять років.  У складі «Динамо» був одним з головних бомбардирів команди, маючи середню результативність на рівні 0,93 гола за гру першості. За цей час чотири рази виборював титул чемпіона Албанії.
Шість разів поспіль протягом 1971—1976 років ставав найкращим бомбардиром албанської футбольної першості.

## Виступи за збірну
1971 року дебютував в офіційних матчах у складі національної збірної Албанії.
Загалом протягом кар'єри у національній команді, яка тривала 11 років, провів у її формі 15 матчів, забивши 5 голів.

## Титули і досягнення

### Командні
- Чемпіон Албанії (4):

«Динамо» (Тирана): 1974-75, 1975-76, 1976-77, 1979-80
- Володар Кубка Албанії (3):

«Динамо» (Тирана): 1970-71, 1973-74, 1977-78

### Особисті
- Найкращий бомбардир чемпіонату Албанії (6):

1970-71, 1971-72, 1972-73, 1973-74, 1974-75, 1975-76